# Pungitius hellenicus
Pungitius hellenicus — вид риб родини колючкових (Gasterosteidae). Прісноводна бентопелагічна риба, що сягає 4.5 см довжиною. Є ендеміком Греції, де мешкає виключно у нижньому басейні річки Сперхіос.